# Okustični
Okustični je slovenski glasbeni dvojec, ki ga tvorita Karin Zemljič (vokal) in Mate Brodar - Bro (vokal, kitara).
Začetki zasedbe segajo v leto 2013 (oz. 2012), v današnji obliki pa deluje od leta 2017. Sprva je štela tri člane: poleg Zemljičeve in Brodarja je v njej prepevala še Katja Koren (do sodelovanja med njimi je prišlo po tem, ko so na Slovenski popevki 2012 skupaj peli spremljevalne vokale). Nastopali so (tudi) pod imenom Okustični trio. Korenova je skupino še pred koncem leta 2013 zapustila. Po dvoletnem premoru je bil projekt Okustični leta 2016 ponovno obujen: najprej kot duo Zemljičeve in Brodarja, jeseni istega leta (konec oktobra) pa se jima je pridružila Katja Sever Kržič in z njima nastopala nekako do konca poletja 2017.
Septembra 2017 je izšla prva avtorska skladba Okustičnih »Pri nas«, ki sta jo Brodar in Zemljičeva – zopet kot dvojec – posnela v duetu z Jadranko Juras (ta je z njima tudi večkrat nastopila, npr. na jutranjem koncertu pri Andreju Karoliju na Valu 202 in na Lentu 2018). Zanjo je bil posnet tudi videospot. Junija 2018 je sledil njun drugi komad: priredba Benčeve »Ta noč je moja«. 16. februarja 2019 sta s pesmijo »Metulji plešejo« nastopila na EMI.
Novembra 2019 je pri ZKP RTV Slovenija izšel njun prvenec Enkratna, neponovljiva (izdan pod imenom Okustični in Jadranka Juras). Zanj sta (leta 2021) prejela zlato piščal za album leta 2020. Sodelovala sta pri plošči Naredte revolucijo, za Kuzle gre (2020), za katero sta posnela priredbo njihove »Moje mame«.

## Diskografija
Albumi
- 2019: Enkratna, neponovljiva (kot Okustični in Jadranka Juras)

Radijski singli
- 2017: Pri nas (z Jadranko Juras)
- 2018: Ta noč je moja
- 2019: Metulji plešejo
- 2019: Se vrti (Ko si na tleh)
- 2019: Enkratna, neponovljiva (z Jadranko Juras)
- 2020: Po tisti dolgi poti
- 2020: Zvezde (z Markom Črnčecem)
- 2020: Novoletna
- 2021: Moja mama